# Опатинец
Опатинец је насељено место у саставу Града Иванић-Града, у Загребачкој жупанији, Хрватска.

## Становништво
На попису становништва 2011. године, Опатинец је имао 321 становника.

## Попис1991.
На попису становништва 1991. године, насељено место Опатинец је имало 235 становника, следећег националног састава:
| Попис 1991.‍ | Попис 1991.‍ | Попис 1991.‍ | Попис 1991.‍ | Попис 1991.‍ |
| ----------- | ----------- | ----------- | ----------- | ----------- |
|             |             |             |             |             |
| Хрвати      | Хрвати      |             | 212         | 90,21%      |
| Албанци     | Албанци     |             | 13          | 5,53%       |
| Југословени | Југословени |             | 4           | 1,70%       |
| Срби        | Срби        |             | 1           | 0,42%       |
| непознато   | непознато   |             | 5           | 2,12%       |
| укупно: 235 |             |             |             |             |